# 哨戒艇22号
哨戒艇22号（ローマ字：PB No.22, PB-922）は、海上自衛隊の哨戒艇。19号型哨戒艇の4番艇。

## 艦歴
「哨戒艇22号」は、昭和45年度計画18t型哨戒艇924号艇として、IHIクラフト横浜工場で1970年12月18日に起工され、1971年3月22日に進水、1971年3月31日に就役し、横須賀地方隊横須賀防備隊第1港湾哨戒隊に編入された。
1987年7月1日、地方隊改編により横須賀防備隊が廃止となり、第1港湾哨戒隊が横須賀警備隊隷下に編成替え。
1992年10月20日、除籍。